# Ribeirão da Jacutinga
Der Ribeirão da Jacutinga ist ein etwa 23 km langer rechter Nebenfluss des Rio Ivaí im Norden des brasilianischen Bundesstaats Paraná.

## Etymologie
Jacutinga bezeichnet in Brasilien einen Vogel aus der Familie der Hokkohühner.

## Geografie

### Lage
Das Einzugsgebiet des Ribeirão da Jacutinga befindet sich auf dem Terceiro Planalto Paranaense (Dritte oder Guarapuava-Hochebene von Paraná).

### Verlauf
Sein Quellgebiet liegt im Munizip Floraí im Bezirk Nova Bilac auf 433 m Meereshöhe in der Nähe der PR-555.
Der Fluss verläuft in südwestlicher Richtung. Nach etwa 5 km tritt er ins Munizip São Carlos do Ivaí ein. Er mündet auf 257 m Höhe von rechts in den Rio Ivaí. Er ist etwa 23 km lang.

### Munizipien im Einzugsgebiet
Am Ribeirão da Jacutinga liegen die zwei Munizipien Floraí und São Carlos do Ivaí.